# Zsolt Gyulay
Zsolt Gyulay (ur. 12 września 1964 w Vácu) – węgierski kajakarz. Wielokrotny medalista olimpijski. Przewodniczący Węgierskiego Komitetu Olimpijskiego.
W Seulu zdobył dwa złote medale, triumfując w K-4 na dystansie 1000 metrów oraz w prestiżowym wyścigu na 500 metrów jedynek. Cztery lata później w tych samych konkurencjach zajął drugie miejsce. Brał udział na IO 96. Między 1986 a 1995 rokiem wywalczył szereg medali na mistrzostwach świata, w tym złoto w jedynce w 1989 (500 m).
29 stycznia 2022 r. został wybrany przewodniczącym Węgierskiego Komitetu Olimpijskiego.